# موسوعة تشامبرز

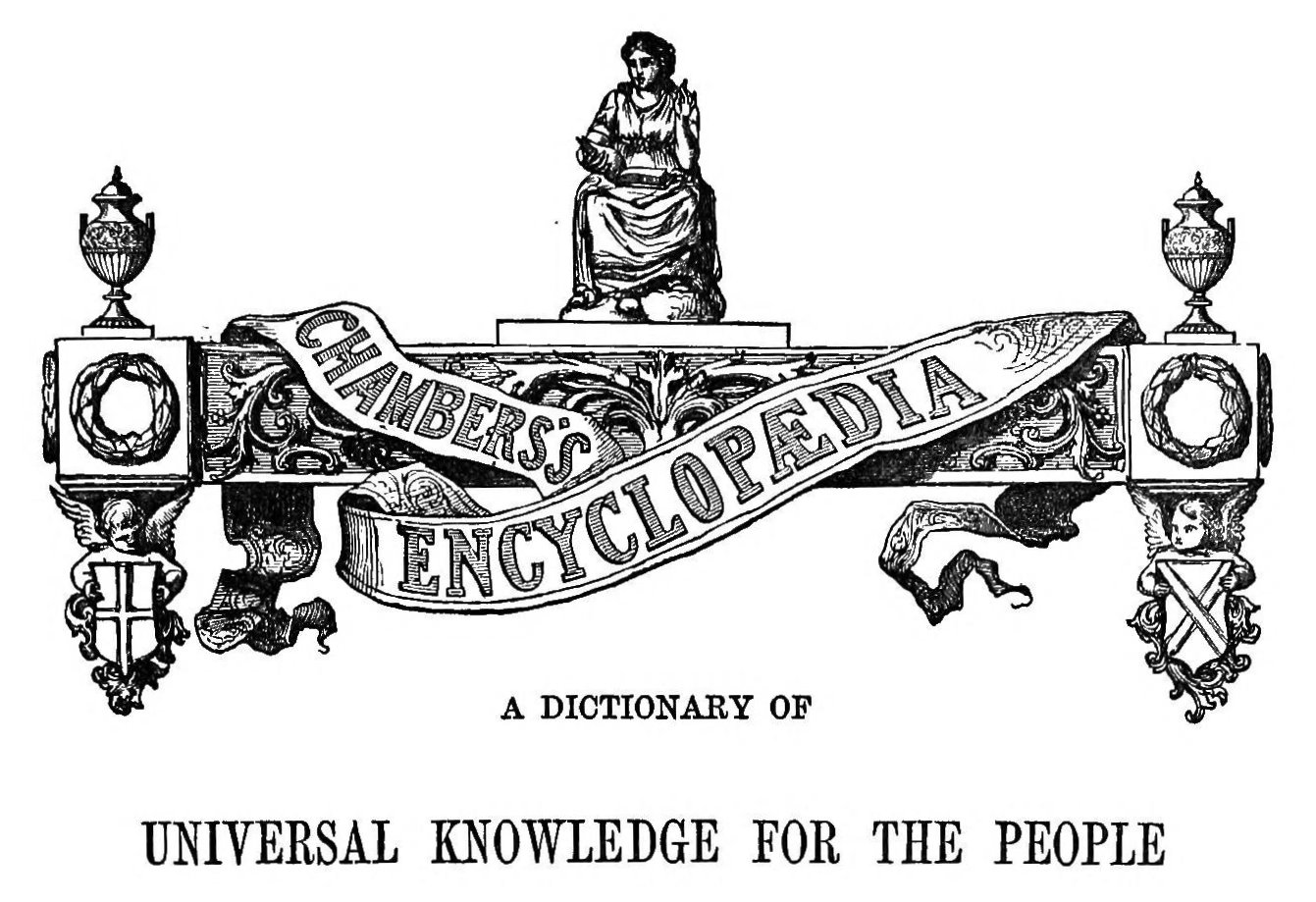
التصميم والصياغة اللذان ظهران في بداية كل مجلد من الطبعة الأولى.

تأسست موسوعة تشامبرز في عام 1859  قبل ويليام وروبرت تشامبرز من إدنبره وأصبحت واحدة من أهم موسوعات اللغة الإنجليزية في القرنين التاسع عشر والعشرين، ساهمت بتطوير سمعة الدقة والدراسة المنعكسة في الأعمال الأخرى التي أنتجتها الغرف. كذلك شركة النشر، فأصبحت الموسوعة لم تعد تنتج. والقدرة على رؤية مجموعة مختارة من الرسوم التوضيحية والكتل الخشبية المستخدمة لإنتاج أول طبعتين من الموسوعة على مورد رقمي مضاف في موقع المتاحف الوطنية باسكتلندا.

## معلومات الدوائر للشعب
قبل نشر الموسوعة، أنتجت تشامبرز منشورا أصغر، كمعلومات تشامبرز للناس . بدأ هذا كمنشور تسلسلي في عام 1835. مثل بيني سيكلوبيديا، وآخرون في ذلك الوقت كان من المفترض أن يكون عملًا مرجعيًا رخيصًا يستهدف الطبقة الوسطى والطبقة العاملة. ومن ثم، ركزت فقط على الموضوعات التي تهم الرجل العادي وذات الصلة بتعليمه الذاتي. وتجنبت الشكل الضخم الذي «ووجدت أنه من الضروري تجاهل كل الفكرة الشائعة حول ما يشكل الكرامة في الخارج من الكتب». كان المشروع ناجحاً، حيث بيع سبعين ألف إصدار في عامه الأول. تتألف النسخة الأصلية من 48 «أطروحة» مرقمة، بالإضافة إلى أطروحة تمهيدية غير مرقمة «حساب للأرض، مادي وسياسي». نشرت نسختين محسنتين من المجلد في عام 1842 و 1848. ظهرت نسخة محسنة ثالثة في عام 1857. ، قبل وقت قصير من نشر تشامبرز براذرز للطبعة الأولى من موسوعتهم الرئيسية في عام 1860. بالإضافة إلى ذلك، تم نشر نسختين من المجلد في عام 1875 و 1884، كلاهما مقوم بالطبعة الخامسة .
بالتوافق مع هذا، تم نشر سلسلة ثانية من الإصدارات في فيلادلفيا من قبل سلسلة من الناشرين بما في ذلك جي بي ليبينكوت. يذكر أن طبعة 1848 هي الطبعة الأمريكية الأولى،  بينما طبعة 1856. يُزعم أنه الخامس عشر. نُشرت طبعات أمريكية أخرى حتى عام 1867.

## الطبعة الأولى
الطبعة الأولى، بعنوان موسوعة تشامبرز قاموس للمعرفة العالمية للشعب ، استندت جزئيًا إلى ترجمة إلى اللغة الإنجليزية للطبعة العاشرة من قاموس المحادثة باللغة الألمانية، والتي ستصبح موسوعة بروكهاوس.
ومع ذلك، وجد الناشرون أنه من الضروري استكمال النص الأساسي بكمية كبيرة من المواد الإضافية،  بما في ذلك أكثر من 4000 من الرسوم التوضيحية غير الموجودة في بروكهاوس. كان أندرو فيندلاتر رئيس التحرير بالنيابة وقضى عشر سنوات في المشروع.
ظهر العمل بين 1859 و 1868 في 520 جزءًا أسبوعيًا بثلاثة بنصف بنس لكل  وبلغ إجمالي مجلدات أوكتافو، مع 8320 صفحة، وأكثر من 27000 مقالة من أكثر من 100 مؤلف. تم تتبع أكثر من 250 مؤلفًا من قبل البروفيسور كوني في عام 1999 (سوندار مايلي، كوني. `` كتالوج موسوعة تشامبرز، 1868. '' مكتبة: مجلة اسكتلندية للمراجع وتاريخ الكتاب. اشتمل المجلد 10 على ملحق 409 صفحة في الخلف للمحتوى الجديد والمراجع. ظهرت نسخة منقحة عام 1874. احتوى فهرس المسائل التي لا تحتوي على مقالات خاصة على حوالي 1500 عنوان. اعتبرت المقالات بشكل عام ممتازة، خاصة في الأدب اليهودي، الفولكلور، والعلوم العملية. كما هو الحال في بروكهاوس، ومع ذلك، لم يسمح نطاق العمل بالعلاج الممتد. 

## الطبعات اللاحقة
نُشرت طبعة جديدة تمامًا 1888-1892 في عشرة مجلدات حرره ديفيد باتريك. في هذه الطبعة، أعيدت كتابة معظم المقالات وكتبت المقالات المتعلقة بالمسائل الأمريكية بشكل رئيسي من قبل الأمريكيين وطبعة نشرها هناك السادة. ليبينكوت من فيلادلفيا بحيث يمكن لـليبينكوت وغرف المطالبة بحقوق الطبع والنشر ذات الصلة في بلدانهم. يحتوي الإصدار الثاني على حوالي 800 صورة توضيحية أقل من الإصدار الأول، على الرغم من زيادة الميزات المرئية الأخرى، مثل الجداول والخرائط المطوية.
تبعت طبعات جديدة أخرى في 1890s ، 1901، 1908، 1920s و 1935. صدرت هذه الطبعة الأخيرة كموسوعة جامعات بريطانية خاصة. احتفظ كل من هؤلاء بتنسيق 10 مجلدات. كتب باتريك مقدمة طبعات 1901 و 1908 وأدرج كمحرر في طبعات 1920 و 1935، على الرغم من أنه توفي في عام 1914. تم تحرير هذه في الواقع من قبل ويليام جيدي (1877-1967).
في الولايات المتحدة، نُشرت نسخة من تشامبرز في عام 1880 باسم مكتبة المعارف العالمية . بدأ هذا عملية إنشاء عائلة الموسوعات الدولية الجديدة للموسوعات .

## عصر نيونيس
في عام 1944، تم الحصول على ترخيص موسوعة تشامبرز من قبل شركة جورج نيونز المحدودة، والتي كانت تنشر أعمال مرجع مجلد واحد لمدة عقد تقريبًا. في عام 1950، موسوعة تشامبرز. تم نشر الإصدار الجديد في 15 مجلدا مع ضجة كبيرة. على الرغم من كونها دولية في النطاق، فقد وصفت موسوعة بريتانيكا بأنها بريطانية في التوجه والمحافظة في النهج مع المساهمين البريطانيين إلى حد كبير. ووصفت رئيسة التحرير، السيدة مارغريت دي لو، العمل الجديد تمامًا باسم تاريخي، ولاحظت في المقدمة أن الموسوعة «... هي في الأساس إنتاج بريطاني وبالتالي لا شك أنها تعكس إلى حد ما الجو الفكري للبريد -حرب بريطانيا. وهذا يعني الإيمان بالتعاون الدولي بدلاً من الانعزالية القومية، وحرية التعبير، والعبادة، والمعلومات وتكوين الجمعيات بدلاً من أي تصور شمولي». تم الاحتفال بالنشر في مأدبة غداء في قاعة البقالة حضرها أكثر من 100 مساهم، برئاسة السير فرانك نيونز. أُعلن أن الموسوعة، التي استغرقت ست سنوات للإعداد، كلفت 500.000 جنيه إسترليني وتضمنت عمل أكثر من 2300 مؤلف. أعطى اللورد جويت، اللورد المستشار، نخبًا ووصف المسعى بأنه «دليل بارز» على المنح الدراسية البريطانية، في حين علقت السيدة لو بأنها تعتقد أن العمل سيكون أول موسوعة رئيسية تنشر في بريطانيا منذ ما قبل الحرب العالمية الأولى.
أكدت التقارير اللاحقة من الناشرين، نيونيس، أن العمل حقق نجاحًا كبيرًا مع المبيعات التي تتطلب إعادة طبع منتظمة مما سمح أيضًا بمراجعة كبيرة للعمل. بحلول الطبعة المنقحة لعام 1961، تم تعديل أو استبدال عدة ملايين من الكلمات وتم إعادة تعيين أو تغيير أكثر من نصف إجمالي الصفحات بطريقة ما. واعتبرت الموسوعة إنجازًا علميًا لدرجة أن السيدة لو صنعت آو بي إي لجهودها. تقاعدت عام 1963.
على عكس الموسوعات الأخرى في ذلك الوقت، تخلت موسوعة تشامبرز عن مراجعة سنوية وحاولت نشر إصدارات جديدة على فترات خمس سنوات تقريبًا. نُشرت طبعة جديدة في عام 1955 وآخر في مطلع العقد التالي.

## عصر برجامون
استحوذت مطبعة بيرغامون على الموسوعة عام 1966، وهو نفس العام الذي نُشرت فيه الطبعة التالية. على الرغم من تاريخ نشرها، لم تكن المعلومات داخل المجموعة محدثة بعد عام 1963. طبعت نسخة منقحة عام 1973 وانفصلت الموسوعة عام 1979. تضمنت النسخة النهائية 12600 صفحة و 28000 مقالة و 14.5 مليون كلمة. كان متوسط المقالات أكثر بقليل من 500 كلمة، أو نصف صفحة لكل منها. كان هناك 4500 رسم توضيحي، معظمها بالأبيض والأسود و 416 خريطة. تم إدراج 3000 مساهم في المجلد النهائي وتم التوقيع على جميع المقالات باستثناء المقالات الموجزة. كان هناك 10000 مرجع متقاطع ومؤشر 225,000 إدخالات.

## روابط خارجية
- موسوعة تشامبرز: قاموس للمعرفة المفيدة للشعب فيلادلفيا: جي بي ليبينكوت وشركاه. ادنبره: غرف، 1871-1872
- موسوعة تشامبرز: قاموس جديد للمعرفة المفيدة ؛ لندن وإدنبره: غرف؛ فيلادلفيا: شركة جي بي ليبينكوت، 1901